# He’s Unbelievable
He’s Unbelievable (deutsch: „Er ist unglaublich“) ist ein Popsong aus dem Jahr 2002, den Rob Tyger und Kay Denar geschrieben haben. Interpretiert wurde er von der deutschen Popsängerin Sarah Connor auf ihrem zweiten Studioalbum Unbelievable.

## Hintergrund
He’s Unbelievable ist ein Liebeslied. Die Sängerin teilt im Lied mit, dass sie mit einem Mann, den sie liebt, ein Rendezvous um sieben habe und ihn heute Nacht bekommen werde. Sie überlegt, ob sie zum Treff ein Kleid und High Heels oder ihre blaue Jeans anziehen soll. Es sei der Junge, den sie in ihren Träumen getroffen habe. Sie beteuert ihren Mädchen, dass er unglaublich sei.
Produziert wurde das Lied von Rob Tyger und Kay Denar. Der Track enthält ein Sample von 2Pacs 1995 erschienenem Lied California Love.
Der Song wurde am 24. März 2003 veröffentlicht. Es handelt sich nach One Nite Stand (Of Wolves and Sheep) und Skin on Skin um die dritte Singleauskopplung ihres Albums Unbelievable.

## Chartplatzierungen
| ChartsChartplatzierungen     | Höchstplatzierung | Wochen |
| ---------------------------- | ----------------- | ------ |
| Deutschland (GfK)            | 16 (11 Wo.)       | 11     |
| Österreich (Ö3)              | 36 (10 Wo.)       | 10     |
| Schweiz (IFPI)               | 50 (15 Wo.)       | 15     |
| Vereinigtes Königreich (OCC) | 86 (1 Wo.)        | 1      |

## Titelliste der Single
CD-Single
1. He's Unbelievable (Radio Edit)
2. He's Unbelievable (Album Rmx Version)

Maxi-Single
1. He’s Unbelievable (Kayrob Video Mix)
2. He’s Unbelievable (Kayrob Radio Rmx)
3. He’s Unbelievable (UK Radio Edit)
4. Please Take Him Back
5. He’s Unbelievable (Detroit Club Mix featuring Strawberry)
6. He’s Unbelievable (Ced Solo Club Remix featuring Strawberry)
7. He’s Unbelievable (Video – German Version)